# Jesús Rodríguez (voetballer, 2005)
Jesús Rodriguez Caraballo (Sevilla, 21 november 2005) is een Spaans voetballer die doorgaans speelt als vleugelspeler. In juli 2025 verruilde hij Real Betis voor Como.

## Clubcarrière
Rodríguez speelde in de jeugd van AD Nervión en kwam in 2021 in de opleiding van Real Betis terecht. Na een uitstapje naar Calavera CF keerde hij in 2023 terug bij Betis. Hier tekende hij in september 2024 een contract tot en met het seizoen 2028/29, nog voor hij zijn debuut in het eerste elftal gemaakt had. Zijn debuut maakte hij ruim een maand later, op 31 oktober 2024. Op die dag werd in de Copa del Rey met 1–6 gewonnen van CD Gévora door doelpunten van Sergi Altimira, Assane Diao, Cédric Bakambu, Juanmi en twee van Vitor Roque. Rodríguez mocht van coach Manuel Pellegrini zeventien minuten na rust invallen voor Diao en gaf later de assist op de eerste treffer van Roque.
Vanaf zijn debuut kwam hij steeds vaker aan spelen toe en ook steeds vaker als basisspeler. Zo ook op 18 januari 2025, in de Primera División tegen Deportivo Alavés. Die ploeg kwam op voorsprong door een benutte strafschop van Kike García, maar op aangeven van Isco zorgde Rodríguez met zijn eerste professionele doelpunt voor de gelijkmaker. Door twee doelpunten van García won Alavés uiteindelijk met 1–3. Later dat seizoen maakte hij ook nog een tweede competitiedoelpunt voor Betis. In de zomer van 2025 maakte Rodríguez voor een bedrag van circa tweeëntwintigenhalf miljoen euro de overstap naar Como, waar hij zijn handtekening zette onder een verbintenis voor de duur van vijf seizoenen.

## Clubstatistieken
| Seizoen | Club       | Competitie       | Competitie | Competitie | Beker | Beker | Internationaal | Internationaal | Totaal | Totaal |
| Seizoen | Club       | Competitie       | Wed.       | Dlp.       | Wed.  | Dlp.  | Wed.           | Dlp.           | Wed.   | Dlp.   |
| ------- | ---------- | ---------------- | ---------- | ---------- | ----- | ----- | -------------- | -------------- | ------ | ------ |
| 2024/25 | Real Betis | Primera División | 21         | 2          | 3     | 0     | 8              | 1              | 32     | 3      |
| 2025/26 | Como       | Serie A          | 0          | 0          | 0     | 0     | —              | —              | 0      | 0      |
| Totaal  | Totaal     | Totaal           | 21         | 2          | 3     | 0     | 8              | 1              | 32     | 3      |

Bijgewerkt op 2 juli 2025.